# Joachim Kuylenstierna
Joachim Kuylenstierna, tidigare Lindquist, född 1969 i Motala, är en svensk företagare och entreprenör, främst verksam inom fastighetsbranschen. Han har uppmärksammats för att ha stått emot omfattande utpressningsförsök från kriminella nätverk.
Kuylenstierna växte upp i Vallentuna. Hans biologiske far var konstnär och föräldrarna skildes 1974.  Familjen bytte 1970 till efternamnet Kuylenstierna. De härstammar från adelsätten, men inte i rakt nedstigande manligt led och är alltså inte själva adliga. Han gick ekonomisk linje på Östra real i Stockholm. Vid 21 års ålder startade han sitt första företag. År 2011 grundade Kuylenstierna fastighetsföretaget Fastator. Han var företagets vd 2017–2020 och återigen 2023 men lämnade posten efter två månader till följd av utpressning.

## Utpressningsförsök
Under 2022 blev Kuylenstierna utsatt för utpressning och hot om våld av kriminella grupperingar som krävde 100 miljoner kronor. Trots hoten valde han att inte ge efter för kraven. I intervjuer har Kuylenstierna delat med sig av sina erfarenheter. I juni 2025 dömdes Jonas Falk till fängelse i ett år och tio månader för medhjälp till grov utpressning av Kuylenstierna.